# Leptotarsus bezzianus
Leptotarsus bezzianus är en tvåvingeart som först beskrevs av Alexander 1921.  Leptotarsus bezzianus ingår i släktet Leptotarsus och familjen storharkrankar.
Artens utbredningsområde är Peru. Inga underarter finns listade i Catalogue of Life.